# Tweeltenbek
Die Tweeltenbek ist ein Bach in Hamburg-Langenhorn, der vom Bornbach zu einem Rückhaltebecken vom Bornbach verläuft.
Der Bach verläuft östlich der Straße Kiwittsmoor und südlich vom Stockflethweg.

## Namensherkunft
Der Name Tweeltenbek (plattdeutsch tweelt = gegabelt) bedeutet so viel wie „sich gabelnder, teilender Bach“.